# Order Zasługi za Pracę
Order Zasługi za Pracę (wł. Ordine al Merito del Lavoro, OML) – odznaczenie Królestwa i Republiki Włoskiej, nadawane od 1898 roku.

## Historia
Odznaczenie zostało ustanowione w roku 1898 przez króla Włoch Humberta I jako order dla pracodawców za zasługi w rolnictwie i przemyśle, posiadało także medal nadawany pracownikom, obecnie: Gwiazda Zasługi za Pracę. Następca Humberta I, król Wiktor Emanuel III nadał w 1901 odznaczeniu nowe statuty i nazwę Orderu Zasługi Rolniczej, Przemysłowej i Handlowej (Ordine al Merito Agrario Industriale e Commerciale). W 1923 zmieniono statuty jeszcze raz, opatrzając order nazwą Orderu Zasługi za Pracę (Ordine al Merito di Lavoro) i wyodrębniając Gwiazdę Zasługi za Pracę jako osobne odznaczenie.
Po proklamacji Republiki Włoskiej order odnowiono (statuty z 1952 i 1986 roku). Jest nadawany przez prezydenta Republiki na wniosek ministerstw przemysłu, handlu i rzemiosła. Liczba rocznych nadań nie może przekroczyć ilości 40 osób. Posiadacze orderu mają prawo do tytułu Kawalera Pracy (Cavaliere del Lavoro). Order otrzymać mogą tylko obywatele Włoch. Odznaczeni posiadają własną organizację "Federazione nazionale dei Cavalieri del Lavoro".
Wielkim Mistrzem orderu jest każdorazowy Prezydent Republiki.

## Oznaka
Oznaką orderu jest emaliowany obustronnie na zielono krzyż grecki. W srebrnym medalionie awersu znajdowały się za czasów monarchii inicjały założyciela "VEIII", obecnie jest tam biała gwiazda godła państwowego Republiki Włoskiej, w medalionie rewersu napis "Al Merito del Lavoro - 1901". Order noszony jest na szyi na zielonej wstążce z szerokim czerwonym paskiem w środku.